# Långetjärnen (Landvetters socken, Västergötland, 640364-128776)
Långetjärnen är en sjö i Härryda kommun i Västergötland och ingår i Göta älvs huvudavrinningsområde.